# Liste der Bodendenkmäler in Steinwiesen
Auf dieser Seite sind die Bodendenkmäler in dem oberfränkischen Markt Steinwiesen zusammengestellt. Diese Tabelle ist eine Teilliste der Liste der Bodendenkmäler in Bayern. Grundlage ist die Bayerische Denkmalliste, die auf Basis des Bayerischen Denkmalschutzgesetzes vom 1. Oktober 1973 erstmals erstellt wurde und seither durch das Bayerische Landesamt für Denkmalpflege geführt wird. Die folgenden Angaben ersetzen nicht die rechtsverbindliche Auskunft der Denkmalschutzbehörde.

## Bodendenkmäler in Steinwiesen

### Bodendenkmäler in der Gemarkung Birnbaum
| Lage                | Objekt | Akten-Nr.     | Bild |
| ------------------- | --- | ------------- | ---- |
| Birnbaum (Standort) | Befunde des Mittelalters und der frühen Neuzeit im Bereich der Katholischen Pfarrkirche St. Stephan von Birnbaum. | D-4-5634-0025 |      |

### Bodendenkmäler in der Gemarkung Neufang
| Lage               | Objekt | Akten-Nr.     | Bild |
| ------------------ | --- | ------------- | ---- |
| Neufang (Standort) | Vorgängerbau sowie Befunde des Mittelalters und der frühen Neuzeit im Bereich der Katholischen Pfarrkirche St. Laurentius von Neufang. | D-4-5634-0027 |      |

### Bodendenkmäler in der Gemarkung Nurn
| Lage            | Objekt                                                                                      | Akten-Nr.     | Bild |
| --------------- | ------------------------------------------------------------------------------------------- | ------------- | ---- |
| Nurn (Standort) | Befunde der frühen Neuzeit im Bereich der abgegangenen Katholischen Kuratiekirche von Nurn. | D-4-5634-0031 |      |

### Bodendenkmäler in der Gemarkung Steinwiesen
| Lage                   | Objekt | Akten-Nr.     | Bild |
| ---------------------- | --- | ------------- | ---- |
| Steinwiesen (Standort) | Burgstall des Mittelalters. | D-4-5635-0001 |      |
| Steinwiesen (Standort) | Vorgängerbau sowie Befunde des Mittelalters und der frühen Neuzeit im Bereich der katholischen Pfarrkirche St. Maria von Steinwiesen. | D-4-5734-0125 |      |